# 정읍 피향정
정읍 피향정(井邑 披香亭)은 대한민국 전북특별자치도 정읍시 태인면 태창리에 있는 조선시대의 누정이다. 1963년 1월 21일 대한민국의 보물 제289호로 지정되었다.

## 개요
자연을 벗삼아 쉼터로 사용하고자 지은 피향정은 호남지방에서 으뜸가는 정자 건축이다.
신라 헌안왕(재위 857∼861) 때 최치원이 세웠다는 이야기가 있지만 지은 시기는 확실하게 알 수 없다. 기록에 따르면 조선 광해군 때 현감 이지굉이 다시 짓고 현종 때 현감 박숭고가 건물을 넓혔으며, 지금 크기로는 숙종 42년(1716) 현감 유근(柳近)이 넓혀 세웠다고 한다. 그 뒤에도 몇 차례 부분적으로 고쳤는데 단청은 1974년에 다시 칠한 것이다.
규모는 앞면 5칸·옆면 4칸이며 지붕은 옆면에서 볼 때 여덟 팔(八)자 모양을 한 팔작지붕이다. 지붕 처마를 받치기 위해 장식하여 짜은 구조는 새 부리가 빠져나온 것처럼 꾸민 형태로 간결한 구조를 하고 있다. 건물 4면이 모두 뚫려 있어 사방을 바라볼 수 있고 난간은 짧은 기둥을 조각하여 주변을 촘촘히 두르고 있다.
건물 안쪽 천장은 지붕 재료가 훤히 보이는 연등천장이지만 천장 일부를 가리기 위해 건물 좌우 사이를 우물천장으로 꾸민 점이 눈길을 끈다. 또한 이 누정을 거쳐간 시인과 선비들의 시가(詩歌)를 기록한 현판이 걸려 있어 건물의 품격을 더하고 있다.
조선시대 대표가 되는 정자 중 하나로 조선 중기의 목조건축 양식을 잘 보여주고 있어 건축사 연구에 중요한 자료가 되는 문화재이다.

## 참고 자료
- 정읍 피향정 - 국가유산청 국가유산포털